# Creaca
Creaca – wieś w Rumunii, w okręgu Sălaj, w gminie Creaca. W 2011 roku liczyła 423 mieszkańców.